# 大笹生トンネル
大笹生トンネル（おおざそうトンネル）は、福島県福島市にある東北中央自動車道のトンネルである。

## 概要
福島市大笹生地区にある台山（まないたやま、標高462メートル）を貫くトンネルで、福島大笹生ICと米沢八幡原ICの間に位置し、延長は2,089メートルで同区間のトンネルでは、栗子トンネルについで2番目の長さである。2007年（平成19年）9月に福島市側から着工し、2010年（平成22年）6月24日に貫通 。2010年7月9日に貫通式が行われた。
トンネルはNATMによる発破工法と、補助ベンチ付全断面掘削工法および上半先進ベンチカット工法を組み合わせて掘削され、光ファイバーを利用した構造物の健全性モニタリングシステムが設置されてリアルタイムでの遠隔監視を可能としている。
トンネル自体は2011年（平成23年）2月に竣工。道路の供用開始は2017年（平成29年）11月4日。